# チタン石
チタン石（チタンせき、titanite、チタナイト）または楔石（くさびいし、sphene、スフェーン）とは、ケイ酸塩鉱物の一種で、組成にチタンを含む（そのことがチタナイトという名前の由来となっている）。「チタナイト」と表記する場合は鉱物として、また「スフェーン」と表記する場合は宝石として扱う場合が多い。
チタン石としては1795年にマルティン・ハインリヒ・クラプロートにより記載され、くさび石としては1801年にルネ＝ジュスト・アユイにより記載された。1982年、先名権から国際鉱物学連合の新鉱物・鉱物名委員会によりチタン石が有効名とされたが、論文においては今もなおくさび石の名が用いられることがある。

## 成分・種類
化学組成はCaTiSiO5。他に微量な不純物として鉄、マンガン、クロム、セリウム、イットリウムなどが含まれ、様々な色を発色する。モース硬度は 5 から 5.5 。比重は 3.52 から 3.54 。
チタン石のチタンがスズに置換するとマラヤ石となる。

## 産出地
主産地はブラジル、マダガスカル。他にオーストリア、スイス、イタリア、ロシア連邦、パキスタン、ミャンマー、中国、カナダ、アメリカ合衆国など。

## 性質・特徴
多色性があり、また透明度の高い石はダイヤモンドよりも輝くといわれる。ただ、モース硬度が 5 から 5.5 と低く、また脆いため、ルースとして扱うには注意を要する。
双晶によりくさび型の結晶となることが多く、「くさび石」の名はこれにちなむ。
トリウムを含むことがあり、放射線によりメタミクト化することも多い。

## 用途
宝石としてはクロムの影響により黄色や緑色を発色し、透明度の高いものが使われる。上記にあるように扱いにくいが、ダイヤモンド以上に輝くため人気は高い。また大きな結晶は希少性があり、カットされずそのまま収蔵されることが多い。
工業的には二酸化チタンの素材として使われ、塗料や顔料となる。また、放射年代測定のフィッショントラック法で使われることもある。